# Mutlu Güler
Mutlu Güler (* 1. Januar 1998 in Bolu) ist ein türkischer Fußballspieler.

## Karriere
Güler begann mit dem Vereinsfußball in der Jugend von Bolu Belediyespor und wechselte 2010 zu Boluspor.
Zum Saisonstart 2017/18 erhielt er bei letzterem einen Profivertrag, wurde am Training der Profimannschaft beteiligt und gab schließlich am 29. November 2017 in der Pokalbegegnung gegen Kasımpaşa Istanbul sein Profidebüt.